# Convenção para a Proteção dos Direitos Humanos e dignidade do Ser Humano no que diz respeito à Aplicação da Biologia e da Medicina
A Convenção para a Proteção dos Direitos Humanos e Dignidade do Ser Humano no que se refere à Aplicação da Biologia e da Medicina é um instrumento internacional que visa coibir o uso indevido de inovações em biomedicina e proteger a dignidade humana. A Convenção foi aberta para assinatura em 4 de abril de 1997 em Oviedo, Espanha e, portanto, é também conhecida como Convenção de Oviedo. O tratado internacional é uma manifestação do esforço do Conselho da Europa para acompanhar os desenvolvimentos no campo da biomedicina; é notavelmente o primeiro instrumento multilateral vinculante inteiramente dedicado ao biodireito. A Convenção entrou em vigor em 1 de dezembro de 1999.

## Características
A Convenção fornece uma estrutura de referência para preservar a dignidade humana de forma abrangente em todo o campo da bioética. O instrumento é moldado em torno da premissa de que existe uma conexão fundamental entre os direitos humanos e a biomedicina. Um padrão mínimo comum é criado pela Convenção e permite que os estados legislam para um maior grau de proteção após a ratificação (Artigo 27). Além disso, a proteção judicial é conferida aos tribunais nacionais. Portanto, não há fundamento para que um indivíduo possa intentar uma ação apenas em relação à Convenção de Oviedo. A Convenção só pode ser referenciada em conjunto com processos instaurados por violação da Convenção Europeia dos Direitos Humanos. A ausência de quaisquer disposições para um procedimento judicial da convenção é considerada uma grande fraqueza da Convenção de Oviedo.

## História
O ritmo de avanço da biomedicina preocupou o Conselho da Europa que, tanto quanto o desenvolvimento neste campo incutiu esperança para a humanidade, também representava uma ameaça. Tornou-se objetivo do Conselho da Europa estabelecer normas gerais comuns para a proteção da dignidade da pessoa humana em relação às ciências biomédicas. Um projeto de convenção foi solicitado pelo Comitê Diretor de Bioética (CDBI)  e elaborado por seu Grupo de Trabalho em julho de 1992. O projeto de convenção foi submetido a consulta pública em julho de 1994, adotado pelo Comitê de Ministros em novembro de 1996 e finalmente aberto para assinatura em 4 de abril de 1997.

## Partes da Convenção
Trinta e cinco países assinaram a Convenção de Oviedo desde que foi aberta para assinatura em 1997; no entanto, apenas 29 desses países também ratificaram a convenção. Isso significa que apenas 29 países implementaram os princípios do instrumento em sua legislação nacional. Além disso, seis desses países ratificantes têm reservas que limitam a extensão em que estão vinculados a certas disposições. Notavelmente, o Reino Unido e a Alemanha não assinaram nem ratificaram a convenção. O Reino Unido considerou a convenção muito restritiva, enquanto a Alemanha a considerou muito permissiva.

## Questões abordadas pela Convenção
O preâmbulo da Convenção de Oviedo deixa claro que sua intenção é que os desenvolvimentos da biomedicina beneficiem as gerações futuras e toda a humanidade. A convenção estabelece o quadro jurídico, que garantirá a proteção da dignidade e identidade do ser humano. Concebida como um instrumento complementar, a convenção será lida em conjunto com outras proteções de direitos humanos, a saber: A Declaração Universal dos Direitos Humanos (DUDH), o Pacto Internacional sobre Direitos Civis e Políticos (PIDCP), o Pacto sobre os Direitos Económicos, Sociais e Culturais ( PIDESC), a Convenção sobre os Direitos da Criança (CDC), a Convenção para a Protecção dos Direitos do Homem e das Liberdades Fundamentais (CEDH), a Convenção Europeia Carta Social.

### Princípios gerais
As disposições gerais da Convenção de Oviedo definem o objeto e a finalidade do instrumento. O objetivo é garantir a dignidade do ser humano no campo da biomedicina. Vários princípios são adotados para atingir esse objetivo. Incorporados no primeiro capítulo da convenção, os princípios dizem respeito à primazia do ser humano, acesso equitativo aos cuidados de saúde (acesso equitativo aos cuidados de saúde) e padrões profissionais.

### Consentimento
A questão do consentimento é central para a Convenção por causa da relação que tem com a autonomia individual. A intervenção médica realizada sem consentimento é uma proibição geral prevista no Artigo 5. Além disso, o consentimento deve ser livre e totalmente informado. O consentimento livre e informado é baseado em informações objetivas. A proteção é concedida àqueles que não podem consentir e são feitas provisões para situações de emergência. Regras específicas devem ser observadas quando qualquer intervenção médica é realizada em qualquer situação em que uma pessoa não seja capaz de dar o consentimento livre e informado.

### Vida privada e direito à informação
Esta questão está intimamente relacionada com o direito à privacidade no artigo 8º da Convenção Europeia dos Direitos Humanos. O escopo do direito abrange o direito de um indivíduo não saber, bem como o direito de saber informações sobre sua saúde. Interesses do paciente, de terceiros ou da sociedade podem levar a uma restrição de qualquer faceta do direito.

### Genoma humano
A Convenção de Oviedo incorpora disposições para tratar de questões relacionadas à pesquisa do genoma humano. O foco é aprimorado em testes genéticos, armazenamento de dados genéticos e modificação do genoma humano. Os testes genéticos como instrumento de discriminação são proibidos nos termos do artigo 11.º, enquanto o artigo 12.º permite os testes genéticos apenas para fins de saúde ou para investigação científica ligada a fins de saúde. O tema abrangente é que os testes genéticos são reservados apenas para fins relacionados à saúde. Da mesma forma, a modificação do genoma humano, por razões que não sejam relacionadas à saúde, é geralmente proibida pelo artigo 13 da Convenção.

### Pesquisa científica
A liberdade da pesquisa científica está incorporada no Capítulo V. No entanto, é dada precedência à proteção da dignidade humana e de outras liberdades fundamentais. Portanto, a liberdade de pesquisa é qualificada (Artigo 15). A pesquisa realizada em seres humanos está sob os rígidos controles estabelecidos pela convenção (Artigo 16). As regras gerais de consentimento estipuladas no Capítulo II devem ser observadas no contexto da pesquisa. Além disso, a criação de embriões in vitro para fins de pesquisa científica é expressamente proibida (artigo 18).

### Órgãos e Transplantes
A Convenção estabelece a regra geral de que os doadores vivos para transplantes de órgãos só devem ser utilizados se não houver disponibilidade de órgãos de uma pessoa falecida. Quaisquer partes removidas do corpo devem ser descartadas respeitosamente de acordo com os desejos do indivíduo. Além disso, não deve haver ganho financeiro decorrente do corpo humano ou de suas partes, porém não é vedada a compensação adequada por despesas incorridas com um procedimento médico. As regras relativas ao consentimento estabelecidas no Capítulo II da Convenção também se aplicam no contexto de transplante de órgãos.

## Violações das Disposições da Convenção
De acordo com a Convenção Europeia dos Direitos do Homem, qualquer pessoa que tenha sofrido um dano deve ter acesso a uma indenização justa ( artigo 24.º). É necessária uma proteção judicial adequada para garantir que não haja violação dos princípios contidos na Convenção. Serão impostas sanções proporcionais em caso de incumprimento, nos termos do artigo 25.º.

## Proteção mais ampla
A Convenção de Oviedo reflete um instrumento mínimo de harmonização. Portanto, as partes da convenção têm jurisdição para fornecer um grau de proteção maior do que o oferecido pela convenção. No entanto, eles não podem oferecer menor proteção.

## Interpretação da Convenção
Questões de interpretação podem ser submetidas ao Tribunal Europeu de Direitos Humanos para que seja emitido um parecer consultivo. Os indivíduos não podem intentar uma ação apenas com base na violação da Convenção de Oviedo, mas podem fazer referência às disposições em processos relativos à Convenção Europeia dos Direitos do Homem.

## Reservas
Uma reserva pode ser feita com relação a uma disposição específica da convenção (artigo 36). Seis estados têm reservas em relação a disposições específicas:
- Croácia
- Dinamarca
- França
- Noruega
- Suíça
- Turquia

## Denúncia
Qualquer signatário pode denunciar a convenção mediante notificação ao Secretário-Geral do Conselho da Europa.

## Protocolo sobre a proibição de clonagem de seres humanos
A clonagem deliberada, para criar seres humanos geneticamente idênticos, é contrária à dignidade humana e constitui um abuso da biologia e da medicina. É, portanto, proibido sob este protocolo.

## Protocolo sobre Transplante
O protocolo estipula que, na medida do possível, deve ser assegurado o acesso equitativo aos serviços de transplante. Além disso, qualquer transplante deve ser realizado respeitando os direitos e liberdades dos doadores, potenciais doadores e receptores de órgãos e tecidos.

## Protocolo sobre Pesquisa Biomédica
No âmbito da investigação biomédica, o protocolo visa assegurar a proteção da dignidade e identidade de todos os seres humanos sem discriminação. O Protocolo reconhece que a pesquisa pode contribuir para salvar e melhorar a vida humana, mas também pode ir contra os princípios fundamentais da dignidade e outros direitos. Quando este for o caso, a pesquisa não deve ser realizada.

## Protocolo sobre testes genéticos para fins de saúde
O protocolo responde às preocupações sobre o possível uso indevido de testes genéticos e visa proteger a dignidade e a identidade de todos os seres humanos nesta esfera. Ao restringir o uso de testes genéticos apenas para fins de saúde, a convenção visa atingir seu objetivo e finalidade. O Teste Genético também é permitido para pesquisas científicas, mas sua regulamentação não está incluída neste Protocolo. Também estabelece a necessidade de consentimento livre e esclarecido e aconselhamento genético.